# 耶律糾里
耶律糾里（？—1089年），为契丹（遼朝）皇族，辽道宗耶律洪基第二女。母親宣懿皇后萧观音。
耶律糾里封齐国公主，进封赵国公主，下嫁萧挞不也。驸马都尉萧挞不也因昭怀太子耶律濬之事被害，其弟萧讹都斡想到逼公主嫁给他，公主以萧讹都斡党附耶律乙辛，讨厌他。未几，萧讹都斡因事伏诛。当时耶律延禧年幼，耶律乙辛用事。公主以匡救为心，最后诛杀耶律乙辛。大安五年（1089年），耶律糾里因病而死。 

## 传記資料
- 《遼史》公主表